# Johann Heinrich Volkening

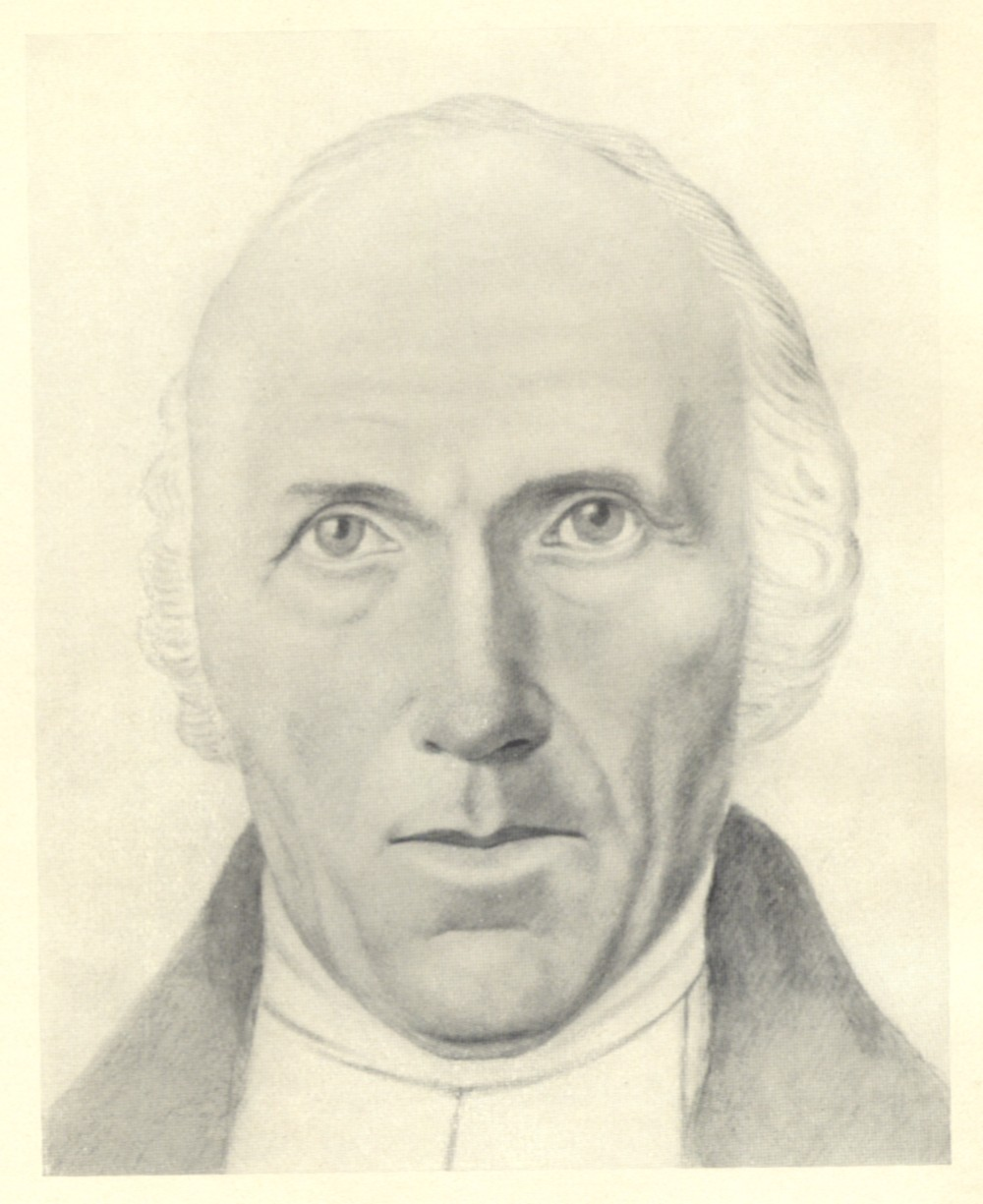
Johann Heinrich Volkening (1796–1877) Zeitgenössische Bleistiftzeichnung von K. Ewald

Johann Heinrich Volkening (* 10. Mai 1796 in Hille; † 25. Juli 1877 in Holzhausen unterm Limberge, heute Stadtteil von Preußisch Oldendorf) war ein deutscher evangelischer Theologe und ein führender Vertreter der pietistischen Erweckungsbewegung in Minden-Ravensberg.

## Leben

### Herkunft und Jugend
Johann Heinrich Volkening stammte aus einem sehr gläubigen Elternhaus. Er war Sohn eines Windmüllers. Bereits während seiner Kindheit erlebte er Reiseprediger der Herrnhuter Brüdergemeine, die im Hause seiner Eltern predigten und Bibelstunden hielten. Volkenings Eltern zählen zu den Stillen im Lande. Auf solche Privatgemeinschaften oder Konventikel konnte die Erweckungsbewegung gegen Mitte des 19. Jahrhunderts aufbauen. „Zwischen Konventikeln und Amtsträgern fand nach Jahrzehnten des Gegen- bzw. Nebeneinanders die große Versöhnung statt.“ König Friedrich Wilhelm IV. (Regierungsantritt 1840) hatte die Maßnahmen seines Vaters gegen die Konventikel aufgehoben.

### Studium

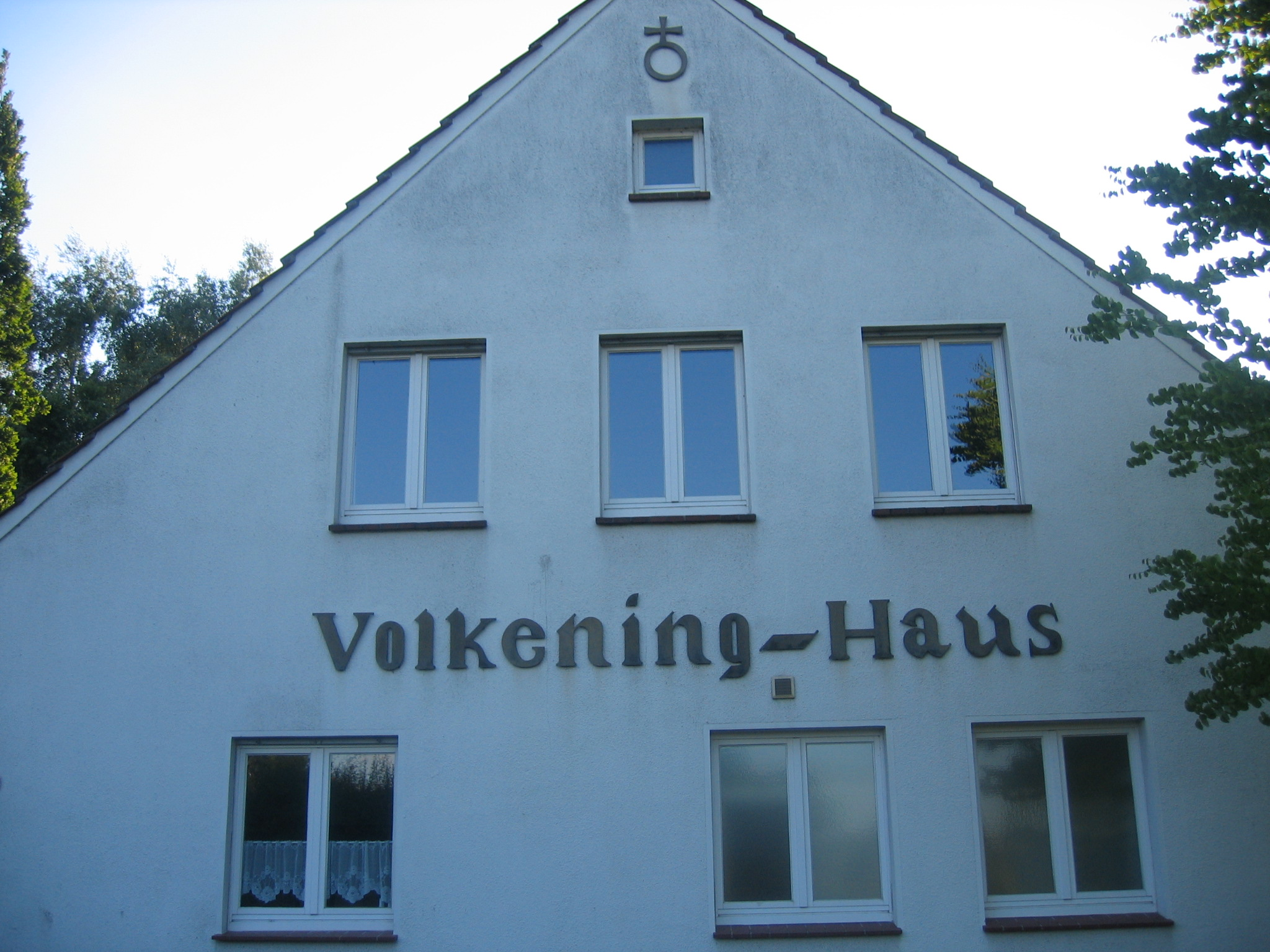
Volkening-Haus der Lydia-Kirchengemeinde in Südlengern

Nachdem Volkening das Abiturientenexamen 1816 in Minden bestanden hatte, begann er zwanzigjährig in Jena unter vernunftgläubigen Professoren zu studieren. Dort lernte er im folgenden Jahr durch ein Flugblatt die 95 Thesen gegen den theologischen Rationalismus des Kieler evangelisch-lutherischen Pfarrers und Theologen Claus Harms kennen. In Jena wurde er Mitglied der Urburschenschaft.
1818 wechselte Volkening an die Universität Halle, wo er Mitglied der dortigen Burschenschaft wurde, und beendete 1819 erfolgreich, jedoch unbefriedigt vom Vernunftglauben, sein Theologiestudium. Nachdem er in Münster die notwendigen Prüfungen abgeschlossen hatte, wirkte er ab 1820 in Minden als Lehrer einer privaten Vorschule für das Gymnasium und erhielt noch eine Anstellung als Hilfsprediger in der dortigen Marienkirche. Dadurch wurde er im Kreise von Konventikeln bekannt. Diese Stellungen hatte er bis 1822 inne, dem Jahr seiner Heirat.

### Pfarrer
Im Jahr 1822 wurde Volkening als Pfarrer der Kirchengemeinde Schnathorst bei Lübbecke in Westfalen eingeführt. Dort machte er sich bald durch seine Predigten einen Namen, und seine Gottesdienste füllten die Kirche. Der aufrüttelnde Prediger wurde bald über diese Landgemeinde hinaus bekannt. 1827 wurde Volkening Pfarrer an der Apostelkirche in Gütersloh, wo er ebenfalls großen Zulauf durch seine Predigten hatte. Durch seine offene Kritik an öffentlicher Unmoral und mangelnder Sonntagsheiligung – so forderte er z. B. ein Verbot der Schützenfeste – löste Volkening mehrere Beschwerden beim Konsistorium aus. Gegen alle Anfeindungen stützte ihn seine Gattin Elisabeth geb. Jakobs, eine Friesin aus Koldenbüttel; sie war ihm in Hille vor Antritt seiner ersten Stelle angetraut worden.
Von 1838 bis 1869 lebte und wirkte Volkening als Pfarrer an der Marienkirche in Jöllenbeck, heute ein Stadtbezirk von Bielefeld. Während dieser Zeit bot ihm 1856 König Friedrich Wilhelm IV. von Preußen das Amt des Generalsuperintendenten der Evangelischen Kirche von Westfalen an. Volkening konnte sich nicht entschließen, sein Gemeindepfarramt aufzugeben.

### Lebensabend

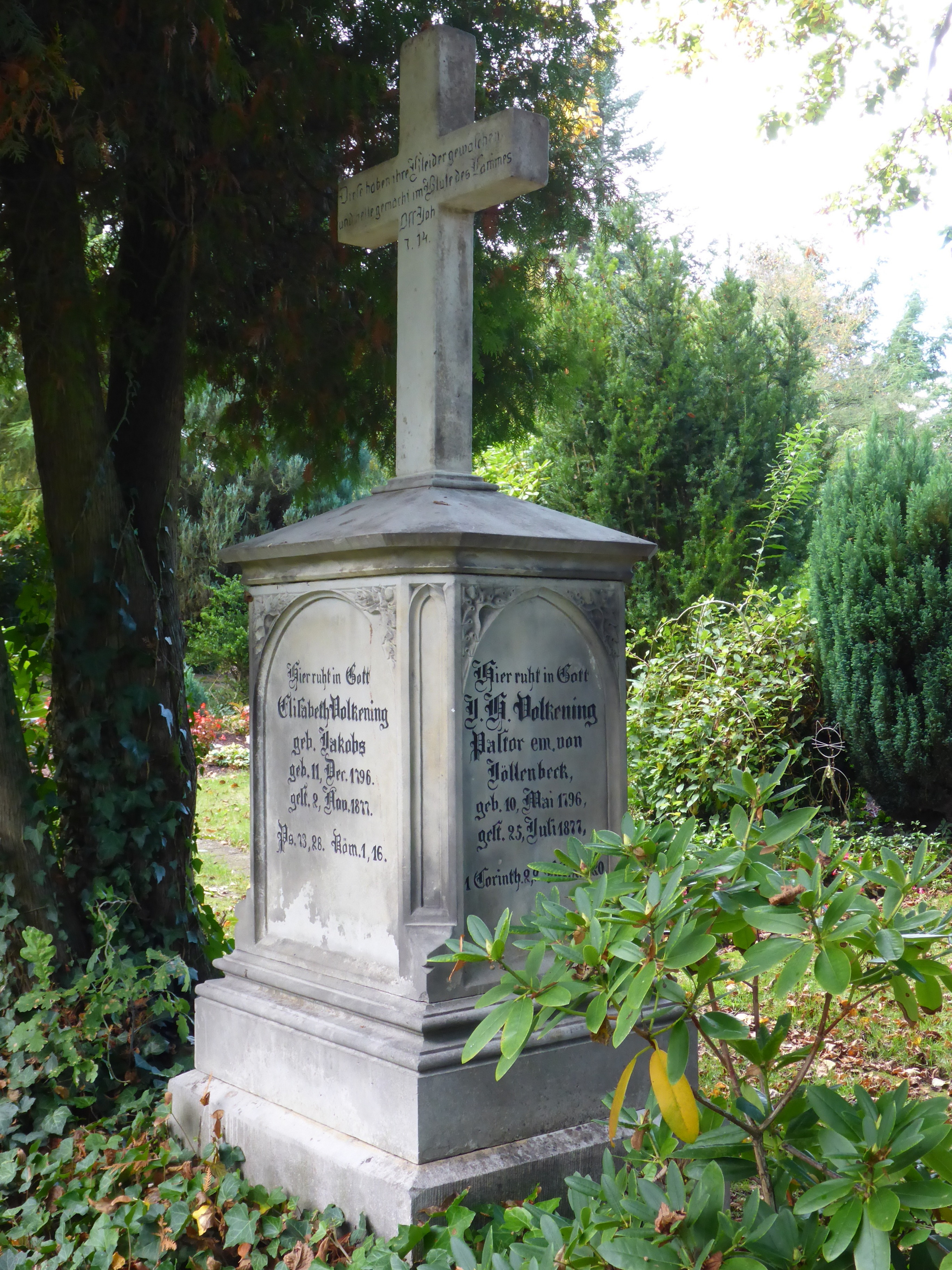
Grabmal Volkenings auf dem Friedhof in Bad Holzhausen

Nach seiner Emeritierung 1869 ließ sich Volkening in der Nähe seiner Söhne nieder, zunächst in Petershagen, wo sein ältester Sohn Bernhard Heinrich als Religionslehrer am Seminar wirkte. Ab 1871 unterstützte Volkening seinen zweiten Sohn, Pfarrer Ernst August in Preußisch Ströhen, in dessen Amtsgeschäften. Von dort aus konnte Volkening Pfarrer Kunsemüller in Wehdem besuchen. Sie waren sich ergänzende Freunde durch 50 Jahre, Volkening hatte ihn zwischen 1832 und etwa 1850 häufig von Jöllenbeck aus im fernen Oldendorf besucht. Sein Sohn Bernhard wurde 1873 als Pfarrer in Holzhausen unterm Limberge eingeführt, und Volkening zog dorthin. Dort starb er 1877 im Alter von über 80 Jahren. Zuvor war 1875 noch sein Sohn August in seine Nachbarschaft nach Preußisch Oldendorf berufen worden. Bernhard Volkening war von 1883 bis 1906 Superintendent des Kirchenkreises Lübbecke.
Anmerkung: Der „Haus- und Herzensfreund Volkenings“ Karl Ludwig Kunsemüller (1804–1879) durfte – durch ein ausgezeichnetes theologisches Examen von dem kanonischen Alter dispensiert – 1828 Pfarrer in Hüllhorst werden, von wo er 1832 nach Oldendorf versetzt wurde. Er konnte „als personale Mitte“ gelten „zu einem kräftigen Pol der beginnenden zweiten Erweckungswelle in Minden-Ravensberg“. Nach einer kurzen Periode von Ende 1850 bis 1852 in Elberfeld wirkte er in der Pfarre Wehdem – von 1871 bis 1879 als Superintendent.

## Standpunkt
Volkening war ein überzeugter Lutheraner, der den Weg der preußischen Union als Verrat an dem in der Reformation formulierten lutherischen Bekenntnis verstand. In seiner Arbeit sah er als großen Schwerpunkt die Förderung der Mission – und zwar sowohl der Äußeren Mission (Einrichtung von Missionsfesten in vielen minden-ravensbergischen Gemeinden) als auch der Inneren Mission (Gründung einer Vielzahl von kleineren und größeren diakonischen Einrichtungen im Zuge der sogenannten Erweckungsdiakonie) und der Volksmission, bei der der Musik eine besondere Rolle zukam; allein sein Gesangbuch Kleine Missionsharfe wurde über 2 Millionen Mal aufgelegt; viele Posaunenchöre wurden gegründet. Wie Johannes Kuhlo als Posaunengeneral bekannt ist, so Volkening als Pietistengeneral.
In der Folgezeit führten Strenge und Sicherheit im eigenen Glaubenserlebnis gegenüber dem überlieferten kirchlichen Leben bei Gemeinden zur Missachtung auch alter kirchlicher Einrichtungsgegenstände. Übernahme sozialer Verantwortung wird allerdings ebenfalls veranlasst haben, dass bedeutende historische Objekte verkauft wurden. Die Erweckungsbewegung war volkstümlich geprägt.

## Schriften
- Kleine Missionsharfe im Kirchen- und Volkston für festliche und außerfestliche Kreise. Bertelsmann, Gütersloh 1852, 52. Auflage 1892 (Digitalisat), weitere Auflagen bis in die Zwischenkriegszeit.
- Der Psalter. Zum Singen in Kirche, Schule und Haus eingerichtet. Minden 1862.

## Gedenktag
24. Juli im Evangelischen Namenkalender.

## Namensgeber
Das Studentenwohnheim Volkeningheim in Münster ist nach Johann Heinrich Volkening benannt.

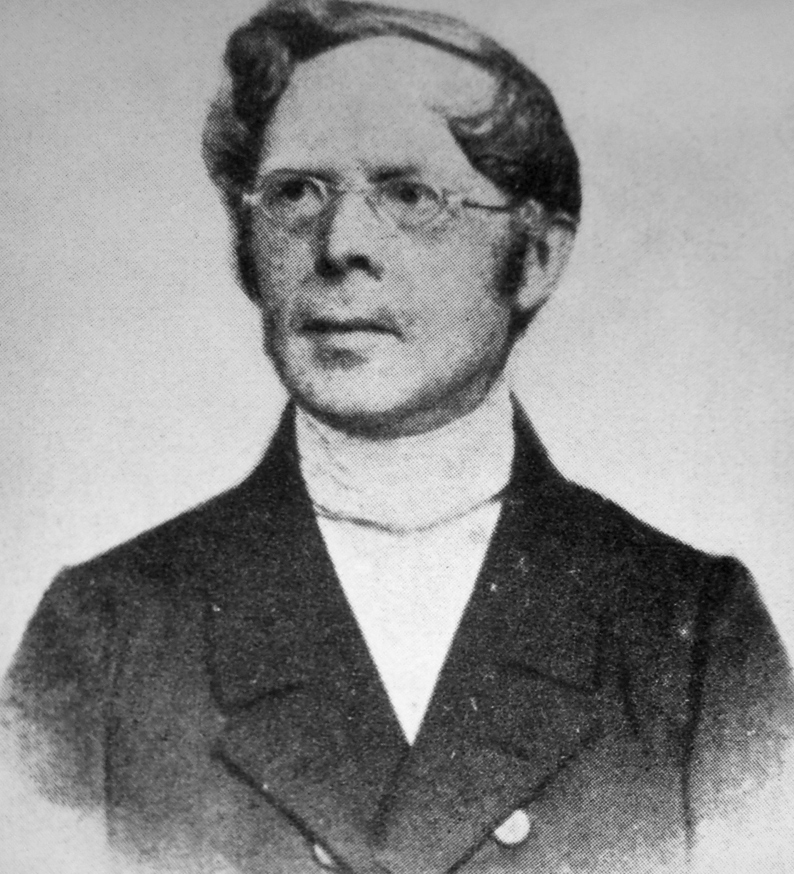
August Dietrich Rische (1819–1906), Schwiegersohn und Biograph Volkenings